# (90388) Philchristensen
(90388) Philchristensen est un astéroïde de la ceinture principale.

## Description
(90388) Philchristensen est un astéroïde de la ceinture principale. Il fut découvert le 24 novembre 2003 aux Monts Santa Catalina par le projet CSS. Il présente une orbite caractérisée par un demi-grand axe de 2,60 UA, une excentricité de 0,17 et une inclinaison de 15,7° par rapport à l'écliptique.

## Compléments